# わんぱーくこうちアニマルランド
わんぱーくこうちアニマルランドは、高知県高知市桟橋通六丁目9番1号（旧・高知競馬場跡）のわんぱーくこうちに併設する高知市立の動物園である。
1993年（平成5年）4月2日に高知城にあった高知市立動物園を移転する形で開園。高知県産オオイタサンショウウオ・現在トサシミズサンショウウオ（2011年、日本動物園水族館協会の加盟施設では初の繁殖成功）や四国産のニホンカモシカ、カラスバト、ヤマネの保護・繁殖活動をしている。ガラス張りの屋内展示施設、アニマルギャラリーは、人気がある。

## 施設
- 小獣舎
  - サーバル・ホンドテン・ニホンアナグマ・ホンドタヌキ・アフリカタテガミヤマアラシ
- インコ舎
  - シロビタイムジオウム - 1997年、日本初の繁殖に成功
  - ホオジロエボシドリ - 2000年、日本初の繁殖に成功
  - ベニコンゴウインコ・キンショウジョウインコ・モモイロインコ
  - キエリボウシインコ
- フラミンゴ舎
  - ヨーロッパフラミンゴ・コフラミンゴ・ベニイロフラミンゴ
- 鳥類舎
  - カラスバト・アオバト
  - ヒオドシジュケイ
  - インドクジャク
  - ニホンキジ
  - ハヤブサ
- シマウマ舎
  - グラントシマウマ
- リクガメ舍
  - インドホシガメ・アカアシガメ
  - チョウゲンボウ・キュウシュウノウサギ
  - イズモナンキン・トサキン・ジキン・ランチュウ
- アニマルギャラリー屋内型展示施設
  - ホウシャガメ・ニホンマムシ・シマヘビ・アオダイショウ
  - シュレーゲルアオガエル・アマガエル
  - オオイタサンショウウオ - 2011年、日本初の繁殖に成功[6]
  - トサシミズサンショウウオ - 2018年、オオイタサンショウウオの別種と判明[7]
  - アカハライモリ（期間限定展示）
  - ニホンイシガメ・クサガメ・スッポン・パンケーキリクガメ
  - ニシアフリカコガタワニ
  - キュウシュウムササビ・ホンシュウモモンガ
  - ヤマネ（期間限定展示）
  - チンパンジー・マントヒヒ・アビシニアコロブス・エリマキキツネザル・ワオキツネザル
  - キュウシュウノウサギ
  - オニオオハシ・オオコノハズク・カンムリシロムク・アカショウビン
- 猛獣舍
  - スマトラトラ
  - ジャガー
  - ライオン
  - ニホンツキノワグマ（本州産）
- カモシカ村
  - ニホンカモシカ（四国産）
- ふれあい動物コーナー
  - モルモット
  - シバヤギ
  - トビ・コールダック
  - ヒョウモンガメ･ケヅメリクガメ
  - カイウサギ
  - ハヤブサ
- バードハウス
  - コサギ・ダイサギ･ショウジョウトキ(群れがみられる・人工育雛技術も確立)・シュバシコウ・アカツクシガモ・ツクシガモ・カルガモ・オシドリ・ヒドリガモ・チュウシャクシギ・オナガガモ･コガモ･キンクロハジロ
- プレイランド(遊園地・有料)
  - ポッポトレイン・(パーク内をゆっくり回る)･観覧車･チェーンタワー･UFOキャッチャーなど、※わんぱーくこうちHPを参照

## 繁殖
2011年、日本の絶滅危惧種「オオイタサンショウウオ」の繁殖に、日本で初めて成功した。同年2月18日ごろ、卵を発見し、ふ化した69匹が育てられた。